# Castellcir
Castellcir es un municipio de la comarca del Moyanés, en la provincia de Barcelona (España).

## Símbolos
El escudo de Castellcir se define por el siguiente blasón:
«Escudo embaldosado: de oro, un castillo abierto de azur; bordura de ocho piezas de azur. Por timbre una corona mural de pueblo.»
Fue aprobado el 28 de septiembre del 1984 y publicado en el DOGC número 486 el 16 de noviembre del mismo año.
 
El escudo son las armas de los Castellcir, señores del pueblo, y son armas parlantes, ya que muestran un castillo. Castellcir tiene un antiguo castillo encima de una roca, el castillo de la Popa, que data del siglo X.

## Demografía
Castellcir cuenta con una población de 784 habitantes (INE 2024).
| Gráfica de evolución demográfica de Castellcir entre 1842 y 2021 |
| |
| Población de derecho según los censos de población del INE. Población de hecho según los censos de población del INE.En este censo se denominaba Castellar: 1842. En este censo se denominaba Castellsir: 1857. |

## Administración y política
| Periodo   | Nombre                                                               | Partido        |
| --------- | -------------------------------------------------------------------- | -------------- |
| 1979-1983 | Jesús Guiteras i Sala                                                | CiU            |
| 1983-1987 | Enric Gamisans i Prat                                                | CiU            |
| 1987-1991 | Enric Gamisans i Prat                                                | CiU            |
| 1991-1995 | Enric Gamisans i Prat                                                | CiU            |
| 1995-1999 | Miquel Prat i Sabaté                                                 | GIC (*)        |
| 1999-2003 | Miquel Prat i Sabaté                                                 | GIC            |
| 2003-2007 | Miquel Prat Sabaté                                                   | GIC            |
| 2007-2011 | Carles Ibáñez i Pueyo                                                | GIC            |
| 2011-2015 | Carles Ibáñez i Pueyo                                                | GIC            |
| 2015-2019 | Eduard Guiteras Paré (2015-2017) Salvador Rovira i Pujol (2017-2019) | ERC CiU/PDeCAT |
| 2019-2023 | Eduard Guiteras Paré                                                 | araC (**)      |

* GIC: Grup Independent per Castellcir (Grupo Independiente por Castellcir)
** araC: Ara Castellcir (Ahora Castellcir), vinculado a ERC

## Monumentos y lugares de interés
- Costa del Molar